# Şalom
Şalom (Tiếng Hebrew: "שלום") là một tuần báo Do Thái được xuất bản tại Thổ Nhĩ Kỳ. Tên của nó là cách viết trong tiếng Thổ Nhĩ Kỳ của từ Do Thái Shalom (tiếng Do Thái có nghĩa là xin chào và hòa bình). Tờ báo được nhà báo Thổ Nhĩ Kỳ gốc Do Thái Avram Leyon thành lập vào ngày 29 tháng 10 năm 1947. Nó được in ở Istanbul. Ngoài một trang bằng tiếng Ladino, còn lại in bằng tiếng Thổ Nhĩ Kỳ. Yakup Barokas là biên tập viên. Số lượng phát hành của nó vào khoảng 5.000 tờ.